# 파라모어
파라모어(영어: Paramore)는 2004년 미국 테네시주 프랭클린에서 형성된 락 밴드이다.
멤버들은 헤일리 윌리엄스(Hayley Williams, 리드 보컬/키보드), 잭 패로(Zac Farro, 드럼), 테일러 요크(Taylor York, 리듬기타)이다. 2005년에 그들의 데뷔앨범 All we know is falling 이 발매되었고, 그들의 두 번째 앨범이자 미국에선 플랜티넘 영국, 아일랜드, 뉴질랜드에선 골드를 기록한 Riot!가 2007년에 발매되었다. 세 번째 앨범인 Brand New Eyes는 2009년에 발매되었다. 그리고 2013년 네번째 앨범 Paramore 가 발매됐고, 파라모어의 최근 앨범은 2017년에 발매한 After Laughter는 빌보드에서는 이 앨범을 '2017년 최고의 록 앨범'으로 선정하기도 했다.

## 역사

### 2002–2005: 결성 및 데뷔앨범All We Know Is Falling
2002년에 13살인 보컬 헤일리 윌리엄스는 고향인 미시시피주 메리디엔에서 테네시주 프랭클린으로 이사갔다. 그 곳에서 그녀는 사립학교에 다니면서 패로 형제(조시 패로, 잭 패로)를 만났다. 떠나기에 앞서 그녀는 브렛 매닝에게 보컬 수업을 받았다. 파라모어 결성에 앞서, 윌리엄과 베이시스트 제레미는 패로형제가 학교끝나고 연습할 동안에 친구 키미 리드와 함께 The Factory로 불리는 펑크 커버 밴드에 참여했다. 파라모어가 되기 직전에 다른 멤버들은 보컬로서 헤일리가 갖는 "여성이라는 초조함"이 있었지만 그들은 좋은 친구였고 그녀는 후에 합류한 그녀의 이웃인 제이슨 바이넘 (리듬 기타)과 함께 작사하기 시작했다. 헤일리의 말에 따르면, 밴드 명인 "Paramore"는 그들의 처음 베이시스트였던 이의 엄마의 독신 이름이었다고 한다. 밴드가 그 이름의 동의어인 paramour("secret lover: 숨겨둔 사랑")의 뜻을 알고나서 "Paramore"라고 쓴채로 그 의미를 채택했다.
밴드의 첫 번째 노래이자 다같이 만든 곡은 "Conspiracy"로, 그것은 후에 그들의 데뷰앨범에 실린다. 다음해가 지나, 파라모어는 내슈빌 외곽에서 페스티벌 퍼플 도어(Purple Door)와 와퍼드 투어(Warped Tour)의 발생지에서 공연을 했다. 퓨얼드 바이 라멘의 CEO이자 공동창업자인 존 제이닉은 밴드의 데모 시디를 듣고 그들의 라이브를 듣기 위해 오를랜드 플로리다에서 열린 테이스트 오브 카오스 공연에 갔다. 창고에서 개인적으로 라이브를 펼친 후에, 밴드는 퓨얼드 바이 라멘과 계약했다.
플로리다 주에 오를랜드에 다시 떠났을 때 베이시스트 제레미 데이빗은 개인적인 이유로 밴드를 떠나야겠다. 밴드의 4명의 나머지 멤버들은 그의 떠남에 대해 앨범 "All We Know"에 썼고 후에 데뷰앨범 All We Know Is Falling의 주요 컨셉으로 정했다. 앨범의 아트(앨범커버)는 또한 밴드의 슬픔을 반영했다. 헤일리는 " 앨범커버에 아무도 없고 그림자만이 바랜 긴 의자(소파), 그게 제레미가 우릴 떠난 것에 대한 전부이고 우리에게 공허감을 준 느낌을 표현한 것이다." 설명했다. 3주동안 녹음작업을 했고 오직 4명의 남은 멤버들이 녹음한 앨범을 제작했다.
투어에 앞서, 밴드는 제레미 데이비스를 대체할 멤버로 존 헴브리(John Hembree, 베이스 기타)를 합류시켰다. 그 해 여름에, 파라모어(paramore)는 2005 Warped Tour의 Shira Gril 무대에서 두드러졌다. 밴드에게 물어본 결과, 제레미 데이비스는 밴드와 4개월 떨어진 다음에야 돌아왔고 험브리와 교체되었다. 앨범 All We Know Is Falling는 2005년 7월 24일에 발매되었고 빌보드차트 히트시커차트에서 #30위에 랭크되었다. 파라모어는 "pressure"을 앨범의 첫 번째 싱글로 발매했으며 뮤직비디오는 숀 드레이크에 의해 제작되었다. 하지만 그 노래는 차트에 오르진 못하였다. 뮤직비디오는 싸우는 커플이 스토리라인이고 특별히 스프링클러에서 물이 새어나오는 창고에서 파라모어가 공연한 것으로 표현하고 있다. 7월에 "Emergency"는 두 번째 싱글로 발매되었고, 그 비디오는 다시 한번 감독 숀 드레이크와 밴드가 결합해 만들었고 제이슨 바이넘을 대체할 헌터 램브(Hunter Lamb, 리듬 기타)가 합류했다. "Emergency"에 대한 비디오는 피 코스튬을 입은 채로 다른 공연에서 보여주었다. 세 번째 싱글 "All we know"는 The third single, "All We Know"는 라디오방송으로 제한되어 발매되었고 뮤직비디오는 라이브 공연과 무대 뒤의 정리영상의 모음집으로 구성되었다. 2006년 1월에, 그 밴드는 Winter Go west tour를 시애틀 밴드 Amber Pacific, The Lashes와 함께 진행하였다. 2006년 봄에 파라모어는 밴드 Bayside 투어에서 헤드라인으로 서는 기회를 가졌고 얼마 지나지 않아 The Rocket Summer에서도 헤드라인으로 섰다. 그들은 2006년 10월 5일에서 2006년 10월 15일까지 영국에서 투어를 했고 그들은 런던 Mean Fiddler에서 끝마쳤다. 밴드는 그리곤 밴드 Foo Fighters(푸 파이터스)의 곡 "My Hero"를 커버해 2006년 6월 26일에 발매된 Sound of Superman의 사운드트랙에서 발매되었다.
2006년 여름동안에, 파라모어는 Warped Tour에 보콤과 헐리 인터내셔널 무대에서 연주했고 그들은 주 무대에서 첫째 밤은 그들의 고향인 내슈빌에서 가졌다. 파라모어의 첫 번째 미국 헤드라인 공연은 2006년 8월 2일에 매진된 채 시작했다. 그 무대는 디스 프로비던스, 큐트 이즈 왓 위 에임 포, 힛 더 라이츠라는 밴드의 지원으로 마지막 밤에 내슈빌에서 끝마쳤다.그 해에 그들은 "신인 밴드 최고상(Best New Band)"를 수상했고 헤일리 윌리엄스는 영국 잡지 "Kerrang!"의 독자들에게 "섹시한 여성" #2로 뽑혔다.
2007년에 멤버 헌터 램브는 결혼을 위해 밴드를 떠났다. 파라모어는 그리곤 "NME"라 불리는 영국 잡지에서 "2007년 대세"로 주시할 10 밴드 중에 한 밴드로 뽑혔다. 1월에 밴드는 로큰롤 명예의 전당에서 Warped Tour 공연의 웅장한 오프닝을 어쿠어스틱 셋으로 연주했고 헤일리 윌리엄스는 "Emrgency"의 뮤직비디오에서 입었던 드레스를 입고 나왔고 그 드레스는 전시장에 진열 되었다.
파라모어는 "Kerrang!"에서 한번 더 주목받았으나, 헤일리 윌리엄스는 그 기사가 밴드의 잘못 묘사하고 있다고 믿었다. 왜냐하면 그 기사는 헤일리만을 집중 조명했기 때문이다. 그 후에, 윌리암스는 언론에서 앞전에 생긴 문제에 대해 언급했다. "우리는 각각이 없었으면 해낼 수 없었습니다. 유감이지만,만약 Kerrang!에 누군가에게 기분 불쾌할지라도, 난 그 기사에 조금의 사실도 적혀있다고 생각하지 않아요." 4월에 헤일리 윌리엄스는 밴드 더 채리엇의 곡 "Then Came To Kill"에 피쳐링으로 참여했다. 그들은 2007년 초에 헤드라인으로 디스 프로비던스, 디 올모스트, 러브 아케이드와 함께 공연했다.

### 2007–2008:Riot!와 다른 프로젝트들
파라모어는 2007년 1월 그들의 두 번째 앨범인 Riot!의 녹음을 시작하여 리듬 기타리스트 헌터 램브를 제외한채 3월에 작업을 끝냈다. 램브가 없이, 리드 기타리스트인 조시 패로는 앨범에서 기타 파트를 모두 연주해야 했다. 패로 형제가 헤일리 윌리암스를 만나기 전에 밴드에 있었던 테일러 요크는 객원 멤버로 램브 대신 합류했다. 프로듀서 닐 에이브런과 하워드 벤슨의 제안을 유보한 후에 밴드는 프로듀서 데이비드 벤드스가 Riot!!에 참여했으며 Riot은 2007년 6월 12일에 발매되었으며, 빌보드 200에서 20위에 랭크 되었고, 영국차트에서는 24위로 랭크되었으며 미국에서 발매 첫 주에 44000장이 팔렸다.
그 앨범으로부터 첫 싱글은 2007년 6월 21일에 발매된 "Misery Business"이고 헤일리에 따르면 "내가 작사한 어떠한 것보다 솔직하고 (그 노래에) 사람은 음악적으로 그 감정에 딱 들어맞는다."고 했다.
2007년 여름 그들의 3번째 Warped Tour에 참여했으며 MTV의 유어히어블로그에 그들의 경험을 기사화해 올렸다. 6월에 그들은 롤링 스톤에서 "일단 봐야할 놈들"로 지정되었다. Riot!의 2번째 싱글은 "Hallelujah"로 2007년 7월 31일에 오직 온라인과 영국 TV에서만 이용가능했다. "Hallelujah"의 비디오는 "All We Know" 같이 무대 뒷모습과 라이브 공연의 자료를 담은 것이다.
2007년 10월 11일, "crushcrushcrush"의 뮤직비디오는 Riot!의 두 번째 싱글로 미국 TV에서 데뷔하였다.
싱글은 11월 19일 미국에서 공개되었고 12일엔 영국에서도 이용 가능했다.
헤일리 윌리엄스는 "The Church Channel"과 "Plea" 을 2007년 10월 23일 게스트 보컬로서 참여했다.
2007년 8월, 파라모어는 MTV 프로그램에 상접적인 용도로 그들의 노래를 짧게 변형하여 연주함으로 두각을 나타냈다.
뮤직비디오는 MTV.com에서 히트치고 있는 비디오에서 1위였다. 10월 8일, 파라모어는 2007년 Waped Tour에서 그들과 Max weinberg와 인연덕분에 Conan O'Brien의 늦은 밤(Late Night with Conan O'Brien)에서 라이브로 "Misery Business"를 연주하였다.
8월에 파라모어는 Sixpence None 의 "Kiss me"를 New Found Glory가 커버한 음악의 뮤직비디오에 참여했었다.

### 2009–2011:Brand New Eyes와 멤버 교체
2009년 1월, 조쉬 패로가 Kerrang!의 인터뷰에서 다음 정규 앨범에 대해 언급했다. "내슈빌에서 녹음할 겁니다. 그곳에서 앨범 작업하면 영감을 얻을 거 같고, 거리상으로도 이전보다 훨씬 편해질 거예요! 프로듀서를 누구로 할지는 아직 결정되지 않았어요. "Decode"는 롭 카발로 씨와 작업했는데, 좋은 경험이었지만 노래가 꽤 만들어지기 전까지는 아무런 결정도 내리기 싫어서 아직 후보를 살펴보는 중입니다. 우리가 원하는 바는 분명해요. 저희는 생동감 있는 사운드를 좋아하니까 그 점을 이해하는 프로듀서를 원해요." 2009년 초, 파라모어는 세 번째 앨범 Brand New Eyes의 작업을 완료했다. 이 앨범의 첫 번째 싱글은 "Ignorance"였고 2009년 7월 7일 발매됐다. 파라모어는 2009년 5월부터 Bedouin Soundclash, The Sounds, Janelle Monae와 함께 No Doubt의 Summer Tour 2009 북미, 캐나다 투어에 게스트로 참여했다. 2009년 8월 13일, "Ignorance"의 공식 비디오가 MTV, 케이블 채널, 웹사이트에서 방영됐고, 2009년 가을에 Paper Route, The Swellers와 함께 Brand New Eyes 앨범 홍보를 위해 투어를 시작했다. 해당 투어의 일부 일정은 헤일리 윌리엄스의 후두염으로 인해 연기되었다. "Brick By Boring Brick", "The Only Exception", "Careful", "Playing God"이 뒤이어 싱글로 발매됐다. 앨범 홍보를 위해 MTV Unplugged에 출연했다.
그 후 파라모어는 You Me At Six, Paper Route, Now Now Every Children와 함께 15일 간의 유럽 투어를 진행했다. 티켓은 매진이었고 그 중 런던의 웸블리 아레나 공연은 관객이 12,500명에 육박하며 흥행이 최고조에 달했다. 2010년, 파라모어는 Australian Soundwave Festival에서 Faith No More, Placebo, You Me at Six, All Time Low, Jimmy Eat World, Taking Back Sunday 등의 밴드와 함께 공연했다. 투어 직전, 리드 기타리스트 조쉬 패로는 밴드의 라이브저널을 통하여 약혼을 발표하고 결혼 준비를 위해 투어에 참가하지 않는다고 알렸다. 테일러 요크의 형제인 저스틴 요크가 그의 자리를 대신해 투어에 참가했다. 패로가 돌아온 후, 파라모어는 4월에 북미 봄 투어를 시작했다. 파라모어는 더블린과 파리에서 치러진 Green Day의 스타디움 공연을 지원했다.
파라모어는 2010년 7월 23일 노스캐롤라이나 주의 롤리에서 시작되어 9월 19일 캘리포니아주 애너하임에서 마무리된 공연 Honda Civic Tour의 헤드라인을 섰다. 2010년 11월 영국에서 투어를 짧게 진행한 뒤, 공식 남미 투어 일정이 2011년 2월과 3월에 잡혀 있다고 2010년 12월 2일에 발표했다. 2011년 남미 투어 이후에 파라모어는 네 번째 정규 앨범을 작업하기 위하여 휴식을 취하기로 한다.
2010년 12월 18일, Paramore.net 사이트에 조쉬와 자크가 밴드를 떠난다는 소식과 남미 투어는 일정 대로 진행된다는 메시지가 게시된다. 조쉬 패로는 자신의 블로그에 자신의 탈퇴에 대한 코멘트를 남긴다. 조쉬는 파라모어가 "대형 레코드사가 만들어 낸 상품"이라고 표현했다. 그는 헤일리 윌리엄스에게 이용당했고, 다른 멤버들은 그녀의 솔로 프로젝트 취급을 받았다고 주장했다. Atlantic Records와 계약된 건 헤일리뿐이었고, 다른 밴드 멤버들은 단지 "그녀의 성공에 편승하고 있는 손님"일 뿐이었다고 한다. 2010년 12월 30일, MTV 뉴스가 윌리엄스, 요크, 데이비스, 프랭클린, 테네시와 인터뷰하며 패로의 주장에 대한 답변을 묻는다. 2011년 1월 7일, Paramore: The Last Word라는 제목의 프로그램으로 이 인터뷰가 방영되었다. 밴드원들은 Atlantic에 계약한 것은 헤일리뿐이라는 걸 포함해 많은 부분을 확인해 주었지만, 이를 함께 해결해 보려했던 사실과는 다르다고 말한다.

### 2012-2015:Ain't It Fun와 멤버 데이비스의 탈퇴
2012년 4월 18일, 윌리엄스는 그들의 4집 앨범의 프로듀서가 저스틴 멜달-존슨이라고 발표했다. 전 로스트프로페트, 현 에인절스앤에어웨이브, 나인인치네일스 드러머 일란 루빈이 이번 앨범 녹음 세션 드러머로 확정됐다. 파라모어는 2013년 4월 5일에 공식 발매되었고 미국 앨범 차트 빌보드 200에서 1위를 차지했다. 2013년 1월 22일 앨범의 첫 번째 싱글인 "Now"가 온라인에서 발매되었으며, 앨범의 두 번째 싱글인 "Still Into You"가 2013년 3월 14일에 발매되어 상업적인 성공을 거두었다. 세 번째 싱글 "Daybreaming"은 2013년 12월 2일에 발매되었다. 이 앨범의 네 번째 싱글인 "Ain't It Fun"은 2014년 2월 4일에 발매되었고, 결국 이 밴드의 미국 최고 차트 작성 곡이자 제57회 그래미 시상식에서 베스트 락 곡의 수상자가 되었다. 2014년 11월 24일, 파라모어: 자칭 딜럭스가 발매되었는데, 이 곡은 원래 파라마어(Joy Williams)가 수록된 "Hate to See Your Heart Break)"의 리메이크곡으로 수록되어 있으며, 이 곡은 밴드의 첫 번째 곡이다. 이들은 블로그에 올린 글에서 "코프랜드와 함께 ‘미래를 쓰기’ 투어에 나섰다"면서 "자칭 시대를 마감하는 것이 옳다고 생각한다"고 말했다. 우리는 이번 여행으로 매우 개인적이고 매우 의기양양한 여정을 보냈다. 이 밴드의 경력에 있어서 이 시간을 작별하고 어떤 특별한 방법으로 팬들과 축하하지 않는 것이 옳지 않다고 느낄 것이다."
2015년 12월 14일 베이시스트 제레미 데이비스가 밴드를 탈퇴했다. 2016년 3월 데이비스는 밴드 공동 소유주로서 헤일리 윌리엄스와의 사업 제휴의 혜택을 누릴 자격이 있다고 주장하면서 파라모어와의 법적 분쟁에 휘말렸다. 이것은 재빨리 기각되었고, 그는 헤일리 윌리엄스와 테일러 요크와의 계약 위반으로 "Ain't It Fun"을 포함한 그들의 자작 음반에 수록된 노래의 소유권과 저작권을 침해하고, 다시 한 번, 두 사람이 이 노래로부터 받은 수익의 혜택을 누릴 자격이 있다고 주장하면서 법적 분쟁에 휘말렸다. 데이비스는 2017년 4월에 밴드와 합의를 보았다.
이 기간 동안 헤일리 윌리엄스는 전 남편 채드 길버트와의 이혼은 물론 데이비스 탈퇴에 따른 우울증과 정신건강 문제로 고통을 받았다고 밝혔다. Beats 1 Radio의 제인 로와의 인터뷰에서 그녀는 그것을 "토션"이라고 묘사했고 "오랫동안 웃지 않았다"고 언급했다. 이에 따라 윌리엄스는 2015년 단기간 동안 밴드를 탈퇴하고 그룹 중 유일하게 남은 멤버로 잠시 요크를 떠났다.

### 2016-2019:After Laughter와 잭 패로의 재귀환
2016년 1월 19일, 윌리엄스는 트위터를 통해 밴드가 파라모어 5집 앨범 작성 과정에 있다고 발표했다. 2016년 6월 8일, 밴드는 스튜디오에 자신의 모습을 담은 짧은 영상을 소셜 미디어에 올렸다. 이것은 이전의 드러머였던 잭 패로와 프로듀서 저스틴 멜달 존센을 포함한 많은 이미지들이 뒤따랐고, 파로의 복귀를 추측하기 위한 선두적인 팬들과 다양한 언론 매체들이 그 뒤를 이었다. 6월 17일, 패로는 다시 소셜 미디어에 업로드된 사진에서, 이번에는 드럼 세트 뒤에서 그가 앨범을 위해 드럼을 녹음할 것이라는 것을 확인했지만, 나중에 그는 앨범을 위해 드럼을 녹음하고 있을 것이고, 그가 정식 멤버로 다시 합류하지 않았다는 것을 분명히 했다. 그럼에도 불구하고 2017년 2월 2일 파로가 밴드의 공식 드러머로 복귀한다고 발표했다.
2017년 4월 19일, 파라모어는 2017년 5월 12일 발매한다고 발표한 그들의 앨범 애프터 웃음의 리드 싱글로 "Hard Times"를 발매했다. 5월 3일, "Told You So"라는 제목의 두 번째 싱글이 발매되었다. 2017년 11월 17일 "fake happy"의 뮤직비디오가 공개됐다. 2018년 2월 5일, 앨범의 네 번째 싱글이기도 한 "Rose-Colored Boy"의 뮤직비디오가 발매되었다. 앨범의 다섯 번째 싱글인 "Caught in the Middle"의 뮤직비디오는 2018년 6월 26일에 발매되었다.
헤일리 윌리엄스는 2018년 9월 7일 콘서트 도중 "Misery Business"라는 곡을 "정말 오랫동안" 연주하지 않을 것이라고 발표했는데, 이는 주로 성차별적으로 간주된 2절의 가사 때문이라고 한다.

### 2020–현재: 다가오는 6집 앨범
2020년 5월 11일, 헤일리는 파라모어 6번째 앨범에서 "우리는 우리가 영감을 받아 자란 많은 오래된 음악을 듣고 있는 자신을 발견했다"고 말하며 잠재적인 복귀 가능성을 언급했다. 2022년 1월, 다가오는 6번째 앨범을 작업하기 위해 스튜디오에 들어간 것으로 확인되었다. 이 음반이 더"기타 헤비"하다고 묘사했다. 1월 18일, 파라모어는 2022년 10월 22일로 예정된 라스베이거스에 기반을 둔 "When We Were Young" 페스티벌에 헤드라인을 장식한다고 발표되었고, 이는 2018년 9월 이후 처음으로 라이브 공연을 할 예정이라고 한다.

## 음악적 스타일과 영향
파라모어의 음악은 일반적으로 이모(Emo)와 팝 펑크로 여겨진다. 조슈아 마틴(Joshua Martin)은 헤일리 윌리암과 인터뷰 후 "밴드는 단
지 빨간 머리카락과 원기왕성한 소녀로 이루어진 팝 펑크가 아니다. 그들의 음악은 수준이 굉장하다. 그들의 음악은 빠르고 느리다.(속도의 조절이 유연하
다는 뜻)그것은 짜증 등이 없는 이모이다. "라고 썼다. 에이브릴 라빈(Avril Lavigne)을 반대하는(싫어하는, 안티인) Alternative Press(음악 잡지)
는 유연하게 "정직하다"라고 하면서 "젊은 소리"라 평했다. 파라모어의 첫 번째 앨범 "All We Know is Falling"은 "formulaic 팝 펑크" 소리(특히 전
달력에 있어서 "정제된 락이 팝/펑크 앨범에 주입된 것처럼")이다. 밴드의 두 번째 발매, "Riot"은 "스타일의 다양한 변화"를 시도했지만 그들의 이전
앨범과는 크게 벗어나지 않았다.
"Alternative Press" 과 다양한 다른 리뷰어들은 밴드의 무대 공연이 그들의 명성을 드높이는데 큰 도움을 주고 있다고 말한다. Alternative press는 윌리암이 "그녀의 나이보다 두배는 카리스마 있는 싱어이며 밴드는 그들의 재능이 뛰어나다" 싱어송-라이터 John Mayer는 헤일리 윌리엄스의 목소리를 "가장 위대한 Orange hope!;"orange"는 그녀의 머리 색이다." 라며 2007년 10월 블로그에서 칭찬을 아끼지 않았다.
파라모어는 밴드 "Thrice" 와 "New Found Glory" 뿐만 아니라 "Blink-182" , "Death Cab For Cutie", "Jimmy Eat World", "MewithoutYou" 그리고 "Sunny Day Real Estate"에 대해 감사를 표했다. 헤일리 윌리엄스는 그녀가 "The Cure의 로버트 스미스(Robert Smith)와 Etta James"에 그녀 자신이 영향 받았다고 한다. 윌리엄스는 또 그들이 따르고 싶은 과거의 패턴 커리어(한마디로 존경하는 아티스트를 일컫는 것)를 말하면서 U2와 같은 밴드를 "중압감 있고, 그들이 원하는 건 뭐든지 하고, 그들이 원하는 것은 뭐든지 쓴다"고 했고 Jimmy Eat World를 보고 "내가 그들의 팬임에 한번도 실망 해본적이 없다."고 했고 노 다웃(No Doubt)은 "놀라운 일을 많이 한 밴드"라고 했다.
BBC와의 인터뷰에서, 조시 패로는 "우리의 신념이 우리에게 매우 중요하다. 그것은 우리의 뮤직에서 나오는게 분명하다. 왜냐하면 만약 누군가가 무언가를 믿는다면 그럼 그들의 세계관이 그들이 하는 어떤 것에서 나오기 때문이다. 하지만 우리는 아이들에게 설교하기 위해 여기 나온 것이 아니고, 우리는 음악을 사랑하기 때문에 이 자리에 나왔다." 며 주장했다.

## 밴드 멤버

### 현재 멤버들
- 헤일리 윌리엄스(Hayley Williams) - 미시시피주의 메르디엔 태생으로 1988년 12월 27일에 태어났다. 그녀는 밴드의 리드 싱어(보컬)이다.
- 테일러 요크(Taylor York) - 리듬 기타로, 테네시주 네쉬빌에서 1989년 12월 17일에 태어났다. 2009년 6월 15일에 파라모어는 객원멤버로 밴드에 참여해온 테일러를 공식적 밴드의 멤버가 되었다고 발표했다.
- 잭 패로(Zac Farro) - 드럼, 타악기이므로, 2010년 탈퇴했었으나 2017년 다시 재합류하였다.

### 과거 멤버들
- 존 헴브리(John Hembree) - 베이스, 백보컬 (2005)
- 제이슨 바이넘(Jason Bynum) - 리듬 기타, 백보컬(2005)
- 윌리엄 램(Hunter Lamb) - 리듬기타, 백보컬 (2005-2007)
- 조시 패로(Josh Farro) - 리드 기타, 백보컬 (2004–2010)
- 제레미 데이비스(Jeremy Davis) - 베이스 (2004–2015)

## 작품활동

### 정규 음반
- All We Know Is Falling (2005)
- Riot! (2007)
- Brand New Eyes (2009)
- Paramore (2013)
- After Laughter (2017)
- This Is Why (2023)

### EP 앨범
- The Summer Tic EP (2006)
- 2010 Summer Tour EP (2010)
- The Only Exception EP (2010) 디지털 다운로드
- Singles (2011) LP 음반
- The Holiday Sessions (2013) LP 음반
- Ain't It Fun Remixes (2014) 디지털 다운로드

### 라이브 앨범
- Live in the UK 2008 (2008)
- The Final Riot! (2008)

### 참여 OST 앨범
- Sound of Superman (2006) "My Hero" 어쿠스틱 버전
- Twilight (2008) "Decode", "I Caught Myself"
- Jennifer's Body (2009) "Teenagers" (헤일리 윌리엄스 참여)
- Transformer: Dark of the Moon (2013) "Monster"

## 수상 경력
| 시상식 이름                        | 부문                         | 후보/후보 곡      | 결과 |
| ---------------------------------- | ---------------------------- | ----------------- | ---- |
| 제50회 그래미 어워드               | 최고의 신인 아티스트 상      | 파라모어          | 후보 |
| 2008 MTV 비디오 뮤직 어워드        | 최고의 록 비디오             | "Crushcrushcrush" | 후보 |
| MTV 비디오 뮤직 브라질             | 해외 아티스트 상             | 파라모어          | 수상 |
| MTV 유럽 뮤직 어워드               | 록 아웃                      | 파라모어          | 후보 |
| MTV 남미 어워드                    | 최고의 해외 신인 아티스트 상 | 파라모어          | 후보 |
| MTV 남미 어워드                    | 최고의 해외 록 아티스트 상   | 파라모어          | 후보 |
| MTV 남미 어워드                    | 2008 패셔니스타 상           | 헤일리 윌리엄스   | 후보 |
| 우디 어워드                        | 올해의 우디 상               | 파라모어          | 수상 |
| 아메리칸 뮤직 어워드               | T-모바일 인기 아티스트       | 파라모어          | 후보 |
| 틴 초이스 어워드 2008              | 인기 그룹 상                 | 파라모어          | 후보 |
| 틴 초이스 어워드 2008              | 록 음악 부문                 | "Crushcrushcrush" | 수상 |
| 틴 초이스 어워드 2008              | 록 그룹 부문                 | 파라모어          | 수상 |
| 2008 Kerrang! 매거진 독자 선정     | 섹시 여가수                  | 헤일리 윌리엄스   | 수상 |
| 틴 초이스 어워드 2009              | 록 그룹 부문                 | 파라모어          | 수상 |
| 틴 초이스 어워드 2009              | 록 음악 부문                 | "Decode"          | 수상 |
| 쇼크웨이브 NME 어워드 2009         | 섹시 여가수                  | 헤일리 윌리엄스   | 수상 |
| MTV 호주 어워드 2009               | 최고의 록 비디오             | "Decode"          | 후보 |
| MTV 무비 어워드 2009               | 최고의 영화 음악             | "Decode"          | 후보 |
| 2009 MTV 비디오 뮤직 어워드        | 최고의 록 음악               | "Decode"          | 후보 |
| 2009 Kerrang! 최고의 록 비디오 100 | 최고의 록 비디오             | "Misery Business" | 3위  |
| 2009 Kerrang! 최고의 록 비디오 100 | 최고의 록 비디오             | "Crushcrushcrush" | 5위  |
| 2009 MTV 라틴 뮤직 어워드          | 패셔니스타 상                | 헤일리 윌리엄스   | 수상 |
| 2009 MTV 유럽 뮤직 어워드          | 최고의 얼터너티브 그룹       | 파라모어          | 후보 |